# Kanton Neuilly-le-Réal
Neuilly-le-Réal is een voormalig kanton van het Franse departement Allier. Het kanton maakte deel uit van het arrondissement Moulins.  
Het werd opgeheven bij decreet van 27 februari 2014, met uitwerking op 22 maart 2015.

## Gemeenten
Het kanton Neuilly-le-Réal omvatte de volgende gemeenten:
- Bessay-sur-Allier
- Chapeau
- La Ferté-Hauterive
- Gouise
- Mercy
- Montbeugny
- Neuilly-le-Réal (hoofdplaats)
- Saint-Gérand-de-Vaux
- Saint-Voir